# Félix Malloum
Félix Malloum Ngakoutou Bey-Ndi o, senzillament, Félix Malloum —en àrab فليكس معلوم, Filīks Maʿlūm— (Sarh, 10 de setembre de 1932-París, 12 de juny de 2009) fou un militar i polític txadià.
Va assistir a l'acadèmia militar francesa i va participar en accions a Indoxina i Algèria. Posteriorment va exercir com a oficial de l'exèrcit txadià i fou membre del govern pe Partit Progressista Txadià (PPT). El 1971, es va convertir en cap de l'estat major amb el rang de coronel i va ser nomenat comandant en cap de les forces armades el 1972. El juliol de 1973, va ser arrestat i empresonat pel president François Tombalbaye per l'acusació de conspirar contra el govern, però va ser alliberat després d'un reeixit cop d'estat el 13 d'abril de 1975. Va exercir de president i de primer ministre del Txad fins al 29 d'agost de 1978, quan Hissène Habré va ser nomenat primer ministre per integrar els rebels armats del nord al govern. Tanmateix, va fracassar i va renunciar a la presidència el 23 de març de 1979 després de signar l'acord de pau de Kano que permetia als rebels formar un govern provisional.
Malloum es va retirar de la política i es va establir a Nigèria. Va tornar a la capital txadiana N'Djamena el 31 de maig de 2002, després de 23 anys a l'exili.
Malloum va morir per una aturada cardiorespiratòria als 76 anys el 12 de juny de 2009 a París, França.